# Ли, Любовь
Любовь Ли (1920—1994) — бригадир колхоза «Политотдел» Верхне-Чирчикского района Ташкентской области, Герой Социалистического Труда (1962). Депутат Верховного Совета СССР 6-го и 7-го созывов.

## Биография
Родилась в Приморском крае. После переселения корейцев жила в Узбекистане.
В послевоенные годы работала дояркой колхоза «Политотдел» Верхне-Чирчикского района Ташкентской области.
Колхоз, возглавляемый председателем Ман Гым Xваном, шёл в гору, но животноводство по-прежнему оставалось убыточным из-за того, что не было обеспечено кормовой базой.
В 1959 году бывшая доярка Любовь Ли возглавила только что созданную кукурузоводческую бригаду. в 1960 и 1961 гг. получила зелёной массы кукурузы с початками по 1850 и 1967 ц с 1 га соответственно (на площади 100 га) — растения были 6-метровой высоты (на поливных землях). В 1962 году такой же урожай получила на площади 330 га. Себестоимость заготовленного кукурузного силоса составила 21 копейку за центнер. Указом Президиума Верховного Совета СССР от 5 ноября 1962 года удостоена звания Героя Социалистического Труда с вручением ордена Ленина и золотой медали «Серп и Молот».
в 1963 году на базе её бригады была организована республиканская школа передового опыта. За три года через неё прошли около 400 молодых звеньевых и бригадиров.
В 1973 г. на богаре её бригада вырастила по 72 центнера зерна с гектара, более чем по 600 центнеров зелёной массы.
с конца 1970-х гг. заместитель председателя колхоза и председатель профкома.
Депутат Верховного Совета СССР (1962—1970).